# Calheta (Cap Verd)
Calheta (crioll capverdià Kadjéta) és una vila a l'oest de l'illa de Maio a l'arxipèlag de Cap Verd. Està situada 10 kilòmetres al nord de Vila do Maio. És el segon major assentament de l'illa.

## Esports
- Académica da Calheta